# Senný nálev

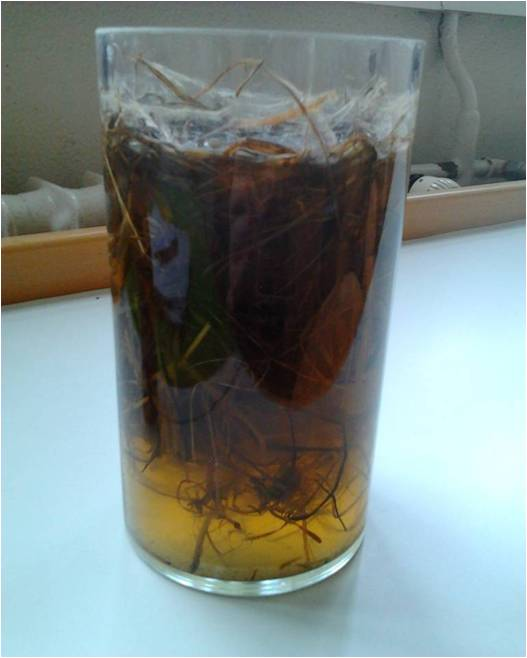
Senný nálev po dvou týdnech od zalití

Senný nálev je druh kultury používaný v biologii k pěstování především prvoků k účelu jejich následného mikroskopování nebo vytvoření jednodruhových kultur pro další účely výzkumu. Jednoduchost jeho přípravy a úspěšnost následného pozorování z něho činí velice vhodnou pomůcku pro laboratorní práce ve školách.

## Princip
Některé skupiny organismů jako bakterie nebo jednobuněčná eukaryota, např. nálevníci (Ciliophora, jedna ze skupin prvoků), mají schopnost tvořit cysty. Jde o zapouzdření organismu, který tak dokáže přečkat nehostinné podmínky jako je nedostatek potravy, změny teploty nebo i úplné vyschnutí. Tyto cysty se nacházejí všude v okolí, a pokud se podmínky stanou příznivými, organismus opět „ožije“, tedy přejde z klidového stadia cysty a začne opět vykonávat všechny životní funkce. Po odebrání vzorku půdy nebo rostlin, kde lze výskyt cyst předpokládat, je možné obnovením příznivých podmínek organismy uměle "probudit" a poté pozorovat.   
Potravní síť v senném nálevu je založená na bakteriích živících se rozkladem cukrů z rostlinného materiálu a prvoků, kteří následně požírají bakterie nebo sebe navzájem. V nálevu se pak postupně s uvolňováním živin a přísunem světla začnou rozvíjet i řasy a voda zezelená.

### Sukcesní stádia nálevu
Sukcese organismů v nálevu se v jednotlivých případech odlišuje a její časová řada záleží na výchozích podmínkách při tvorbě nálevu, ale základní charakteristiky populací bývají stejné.
V prvních 48 hodinách dojde k zakalení vody a rozvoji bakterií. Třetí den se obvykle objeví na povrchu vody bakteriální blanka, která později buď klesne na dno, nebo se po dobu i měsíce udrží a postupně se ztenčuje. Jakmile je bakterií dostatečný počet a uvolní svou činností živiny z rostlinného zdroje, dojde k rychlému rozvoji prvoků. V nálevu se vyskytují jak saprofytické, herbivorní, karnivorní i omnivorní druhy.
Poté, co velké druhy prvoků z nálevu zmizí, začnou se více množit vířníci a spolu s větším množstvím fotosynteticky aktivních organismů se mohou objevit i korýši klanonožci (Copepoda). V této chvíli dosahuje společenstvo svého ekvilibria, vzniká sám se udržující mikrokosmos.

## Výroba
Obvykle se používá větší zavařovací sklenice nebo malé akvárium. Na dno nádoby se nasype hlína, rostlinný materiál (nejčastěji seno, listí, mech nebo jiné suché rostliny) či kombinace obojího. Tato směs se poté zalije ideálně vodou z přírodního zdroje, buď rybniční vodou, vodou z kaluží či jinou hnilobnou stojatou vodu. Možné je použít i odstátou kohoutkovou nebo převařenou vodu, ale vývoj nálevu bude déle trvat a některé organismy jako trepka se nemusí vůbec objevit.

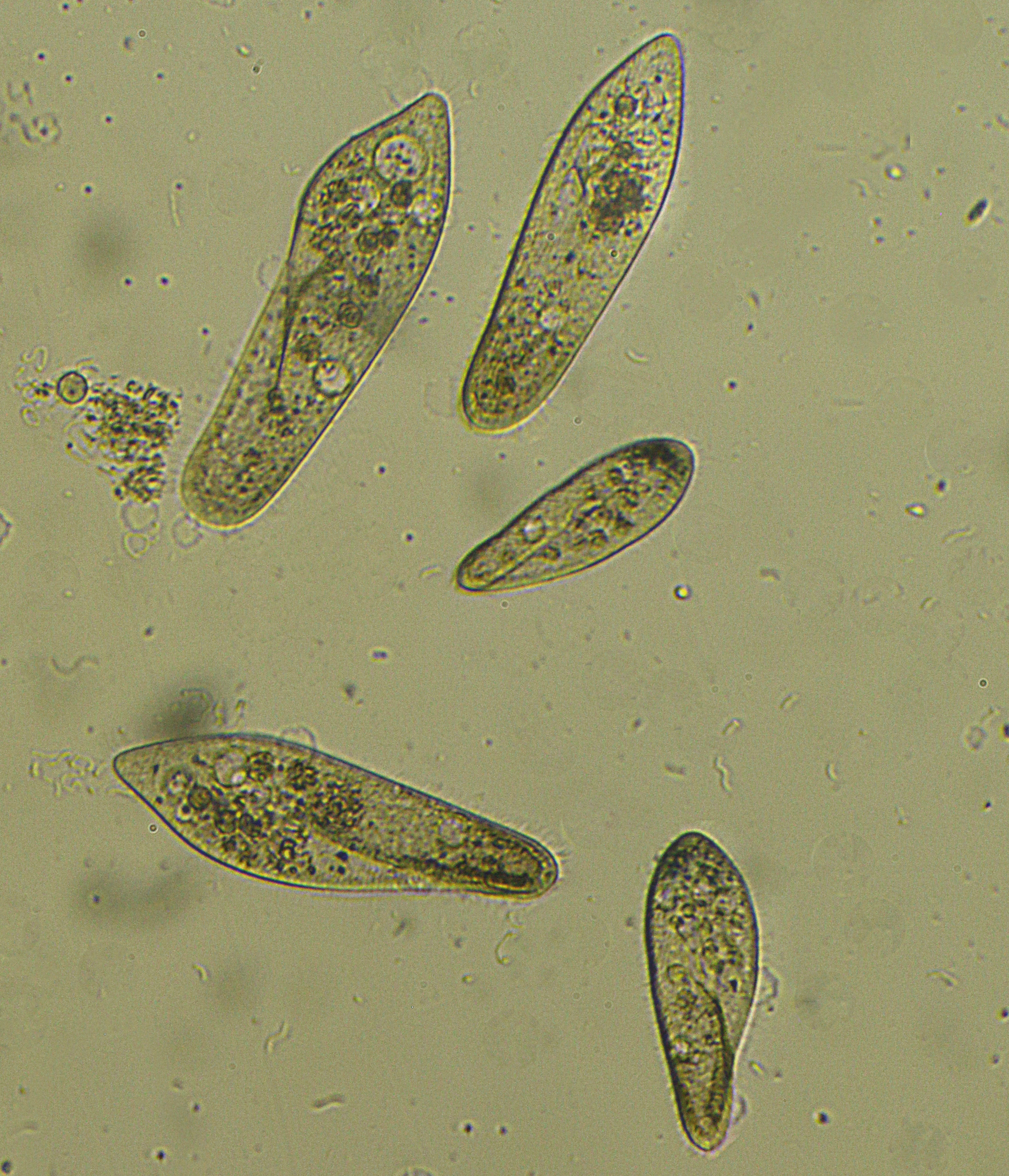
Trepky jsou jako modelový druh prvoků v nálevech velmi vyhledávané (na obrázku druh Paramecium caudatum)

Sklenice nesmí být zcela uzavřená, neboť většina prvoků je aerobních a potřebuje tedy k životu kyslík (ačkoli existují i anaerobní, typicky parazitické druhy). Pokud bude nádoba hermeticky uzavřená, bude v ní docházet výhradně k rozkladu bez přístupu vzduchu (fermentaci) a objeví se v ní jen shluky anaerobních bakterií. Vhodné je proto zakrytí pouze slabou látkou zajištěnou gumičkou, aby se do nálevu nedostávaly nečistoty z prostředí.
Nálev je doporučené skladovat v teple, ideálně 18–24 °C, příliš nízké teploty zastavují růst a naopak vysoké teploty kulturu rychle ničí. Nádobu je vhodné umístit na místo s rozptýleným a nikoli přímým světlem (u okna nebo pod umělé osvětlení), neboť UV záření může organismy negativně ovlivnit. Zatímco fotosynteticky organismy jako váleč (Volvox) nebo krásnoočko (Euglena) vyžadují určité množství světla, druhy jako trepka nebo améby se mohou rozmnožit i ve tmě. Za 3–4 dny začne nálev zahnívat, voda se zamlží a do týdne se objeví první nálevníci a bakterie. Nálev je vhodné nechat v kultivaci až po 3–5 týdnů. 

### Alternativy senného nálevu
K pozorování mnoha jednobuněčných organismů je možné použít přímo i vodu z přírodních zdrojů, ideálně stojatých vod, bez potřeby dlouhodobé kultivace. Další možností je využít ke stejnému účelu déle používaný akvarijní filtr, který se do nádoby pouze vyždímá. V tomto případě je běžné pozorovat i mnohobuněčné organismy.

## Způsob pozorování
Poté, co nálev dostatečně dlouho stál, je možné pipetou nabrat vodu, kapku umístit na podložní sklíčko a i v jednoduchém světelném mikroskopu sledovat živé nálevníky. Většinu druhů je možné pozorovat už pod 200násobným zvětšením. Nálev je vhodné nemíchat a naopak využít možnosti odebírat vzorky z různých hloubek nádoby.
Typicky se v nálevu vyskytuje modelový druh trepka velká – podlouhlý obrvený prvok, ale také rody jako bobovka, vejcovka, mrskavka, vířenka ale i měňavka a jiní. Větší prvoky je možné vidět i okem jako drobné pohybující se tečky ve vodním sloupci.

## Využití ve výuce
Senný nálev je vhodným prostředkem pro výuku ekologie (vztahů mezi organismy a prostředím, sukcesí prostředí) ale i tématu stavby buňky, životních funkcí a diverzity jednobuněčných organismů. Pro žáky a studenty je navíc velmi atraktivní pomůckou.
Jelikož je vzniklý nálev sukcesním společenstvem, tzn. že složení populace organismů se v něm stále vyvíjí a směřuje ke klimaxu, je počet jedinců jednotlivých druhů proměnlivý v čase. To umožňuje vytvořit více nálevů různého stáří a jednotlivá sukcesní stádia potom přímo porovnat a zaznamenat výskyt druhů a jejich četnost. V tomto případě ale není zaručeno, že stáří nálevu bude plně odpovídat určitému sukcesnímu stádiu. Porovnat je možné i nálevy z různých vodních zdrojů nebo nálevy vytvořené s použitím vody z přírodního zdroje a vody převařené. 
Žáci a studenti mohou kromě toho sledovat v mikroskopu životní procesy prvoků, jako je přijímání potravy, vylučování nebo rozmnožování (resp. buněčné dělení). Pokud nálev obsahuje dostatečné množství druhů, je možné porovnat jejich stavbu (slovním popisem nebo kresbou), na základě ní se pokusit odvodit způsob života a možné strategie získávání potravy a výsledky vlastního bádání pak porovnat s informacemi v literatuře. 